# Zimbriska

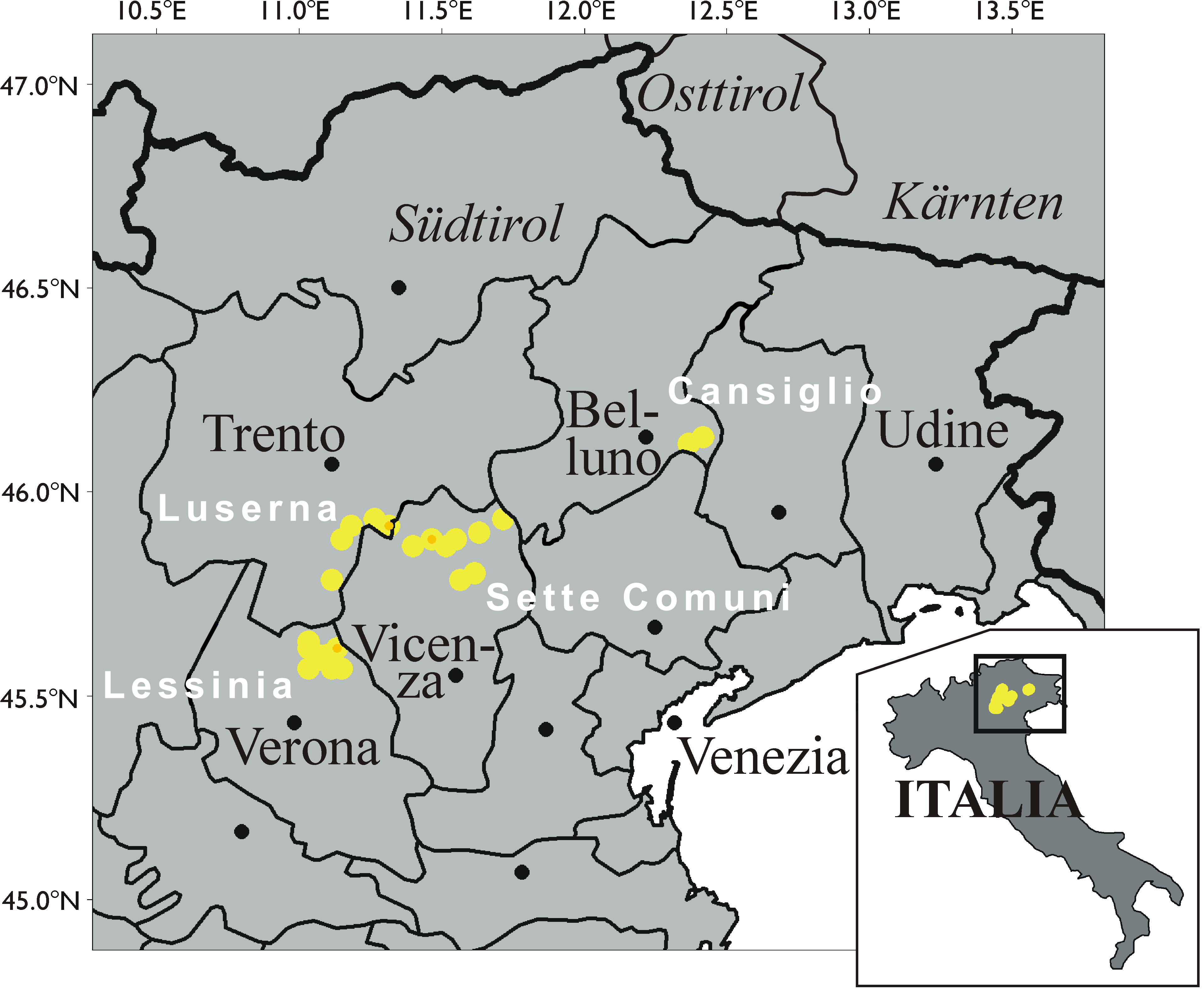
Den historiska och nuvarande utbredningen av Zimbriska.

Zimbriska (uttalas «tsimbriska», skrivs också cimbriska, men får inte förväxlas med kimbriska) är ett språk som talas av zimberna i en del isolerade alpinska språköar i norra Italien. Zimbriskan är närmast besläktad med bayerska dialektgruppen av tyska, men skiljer sig mycket från andra bayerska och tyska dialekter. Språket har varit isolerat så länge att det inte är förståeligt för någon med tyska som modersmål utan vidare studier. Språket har också bevarat några ålderdomliga språkliga funktioner som gått förlorade i andra tyska dialekter för flera hundra år sedan.

## Utbredning
Zimbriska talas i dag i följande områden:
- Tre landskommuner i Bersntol (standardtysk Fersental, italienska Valle del Fersina eller Val dei Mocheni) i Trentino. Upptill 1000 personer använder sig här av en zimbrisk dialekt som på italienska kallas mòcheno.
- Kommunen Lusern (it. Luserna) i Trentino, där samtliga 300 invånare talar zimbriska.
- En av de ursprungliga Sju kommunerna (zimbriska: Siben Komoin, tyska: Sieben Gemeinden, it. Sette Comuni) i provinsen Vicenza, nämligen Rabam (ty. Rovaan, it. Roana). På 1600- och 1700-talet var De sju kommunerna ett kulturellt centrum som bl.a. gav ut lyrik och religiösa böcker på zimbriska. I dag använder sig cirka 1 500 av 3 800 invånare i Roana dagligen av språket.
- En av de ursprungliga Tretton kommunerna (ty. Dreizehn Gemeinden, it. Tredici Comuni eller Lessinia) i provinsen Verona, nämligen Ljetzan (ty. Glietzen, it. Giazza). Två tredjedelar av de 350 invånarna talar zimbriska.
- Kommunen Plodn (ty. Pladen, it. Sappada) i provinsen Belluno; där talar cirka 900 av 1 400 invånare zimbriska.
- Två landskommuner (Zahre, it. Sauris, och Tischlbong, ty. Tischlwang, it. Timau) i provinsen Udine; där använder cirka 1 000 invånare sig av zimbriska.

För hundra år sedan var antalet modersmålsanvändare av zimbriska uppe i närmare 40 000 personer, fördelat på över totalt 33 tätorter. Efter många års hänsynslös italieniseringspolitik under tidigt 1900-tal har språket emellertid dött ut i 24 av tätorterna. I några av de nio återstående landskommunerna behärskas zimbriska nu bara av några enstaka av invånarna. Dock har man under de senaste åren ansträngt sig för att bevara språket och i några av de zimbriska kommunerna har nedgången av antalet modersmålsanvändare nu stoppats. I provinserna Trentino och Udine är zimbriska nu ett officiellt erkänt minoritetsspråk.

## Språkets släktskap
Alla användare av zimbriska är två- eller trespråkiga med italienska och/eller friuliska som andraspråk. Många förstår även högtyska. De zimbriska dialekterna som talas i de olika områdena är delvis mycket olika varandra. Gemensamt för dem är att de härstammar från bayerska (dvs bayerska eller tyrolska) dialekter ifrån medelhögtysk tid.[källa behövs] Men de olika språköarna har bildats i minst tre olika utvandringar från olika områden.  
Generellt har de olika dialekterna inte påverkats av andra språk i någon nämnvärd grad. Skälet till detta är den extrema isolationen av landskommunerna i otillgängliga bergsområden (i stort sett mellan 800 och 1 300 m ö.h.). Dock hittar man några inslag av sydtirolska dialekter i Bernstol, en viss italiensk påverkan i Lusern, och inslag av östtyrolska dialekter i Zahre och Tischlbong. Detta visar på kontakten mellan de olika områdena.

## Zimbernas uppkomst
Zimberna utvandrade under 1000- och 1100-talet från hertigdömet Bayern som då även innefattade dagens Sydtyrolen. De slog sig ner i obebodda bergsområden som var väldigt isolerade från de omkringliggande dalarna. Det är möjligt att koloniseringen aktivt stöddes av biskoparna av bland annat Freising och Trento. 
Även om zimberna fort glömdes av tyskarna var de en välkänd minoritet i övrigt. Det var till exempel viktiga leverantörer av trävirke till Republiken Venedig. I gengäld gav dogen av Venedig zimberna vidsträckt politisk och kulturell autonomi. Dessa rättigheter gick förlorade när Venedig förlorade sin egen självständighet i slutet av 1700-talet.   
Ordet zimber kan komma från det gamla tyska ordet för timmerman (Tzimber). Det finns dock en teori som säger att zimberna härstammar från den germanska stammen Cimbrer. Cimbrerna vandrade genom stora delar av Europa före år 101 f.Kr. då de besegrades av romarna norr om Verona, alltså i närheten av zimbernas bosättningar idag. Teorin om en historisk eller språklig sammankoppling mellan dessa två grupper har man sedan länge övergett, men den kan likväl ha gett namn till zimberna.